# 좀바 레이블 그룹
좀바 레이블 그룹(Zomba Group of Companies)은 소니 뮤직 엔터테인먼트 산하의 레이블 회사이다. 1975년 설립됐으며, 이 회사는 또 다른 레이블들로 이루어진 회사인데, 자이브 레코드, 라페이스 레코드, 'Silvertone Records', 'Battery Records', 'Verity Records', 'GospoCentric Records', 'Volcano Entertainment'로 구성돼 있다. 현대에 들어와서는 'RCA-JIVE Label Group'이라고 개명했다. 설립자는 '클립 카더'이며, 엔싱크, 브리트니 스피어스 등을 키워 냈다.

## 역사
이 레이블은 1975년 클립 카더와 라펠 시몬에 의해 아프리카에 세워졌으나, 영국으로 이전했으며, 그 후부터는 좀바 레이블 그룹이라고 붙여졌다.
1991년부터 소니 뮤직 엔터테인먼트가 이 회사를 25%로 인수했으며, 그 후에는 여러 음악회사가 병합되어 지금의 그룹을 만들었다.
2011년 RCA 레코드로 통합 되었다.